# 元江ハニ族イ族タイ族自治県
元江ハニ族イ族タイ族自治県（げんこうハニぞくイぞくタイぞくじちけん）は中華人民共和国雲南省玉渓市に位置する自治県。

## 地理
元江は雲南省中南部、元江中上流域に位置している。

## 歴史
元江は古来西南夷の地であり、西南荒裔と称されていた。漢末頃は恵籠甸と称され、西晋では羅槃甸と称された。1264年（至元元年）、元朝によりこの地に羅槃部が設置、翌年に元江府と改称され、元江の名称が誕生し現在に引き継がれている。1980年11月22日、元江ハニ族イ族タイ族自治県と改編され現在に至っている。

## 行政区画
| 区分 | 数 | 名称                     |
| ---- | -- | ------------------------ |
| 街道 | 3  | 紅河 澧江 甘荘           |
| 鎮   | 2  | 曼来 因遠                |
| 郷   | 5  | 竜潭 羊街 那諾 窪垤 咪哩 |

## 交通

### 鉄道
- 中国国家鉄路集団
  - 玉磨線

### 道路
- 高速道路
  - 昆磨高速道路
  - 天猴高速道路
- 国道
  - G213国道
  - G323国道